# Zum Paradies der Damen
Zum Paradies der Damen ist eine deutsche Stummfilmadaption von Émile Zolas 1884 erschienenen Roman Das Paradies der Damen. Unter der Regie von Lupu Pick, der auch die männliche Hauptrolle übernahm, spielte seine Ehefrau Edith Posca die weibliche Hauptrolle der Dénise Baudu.

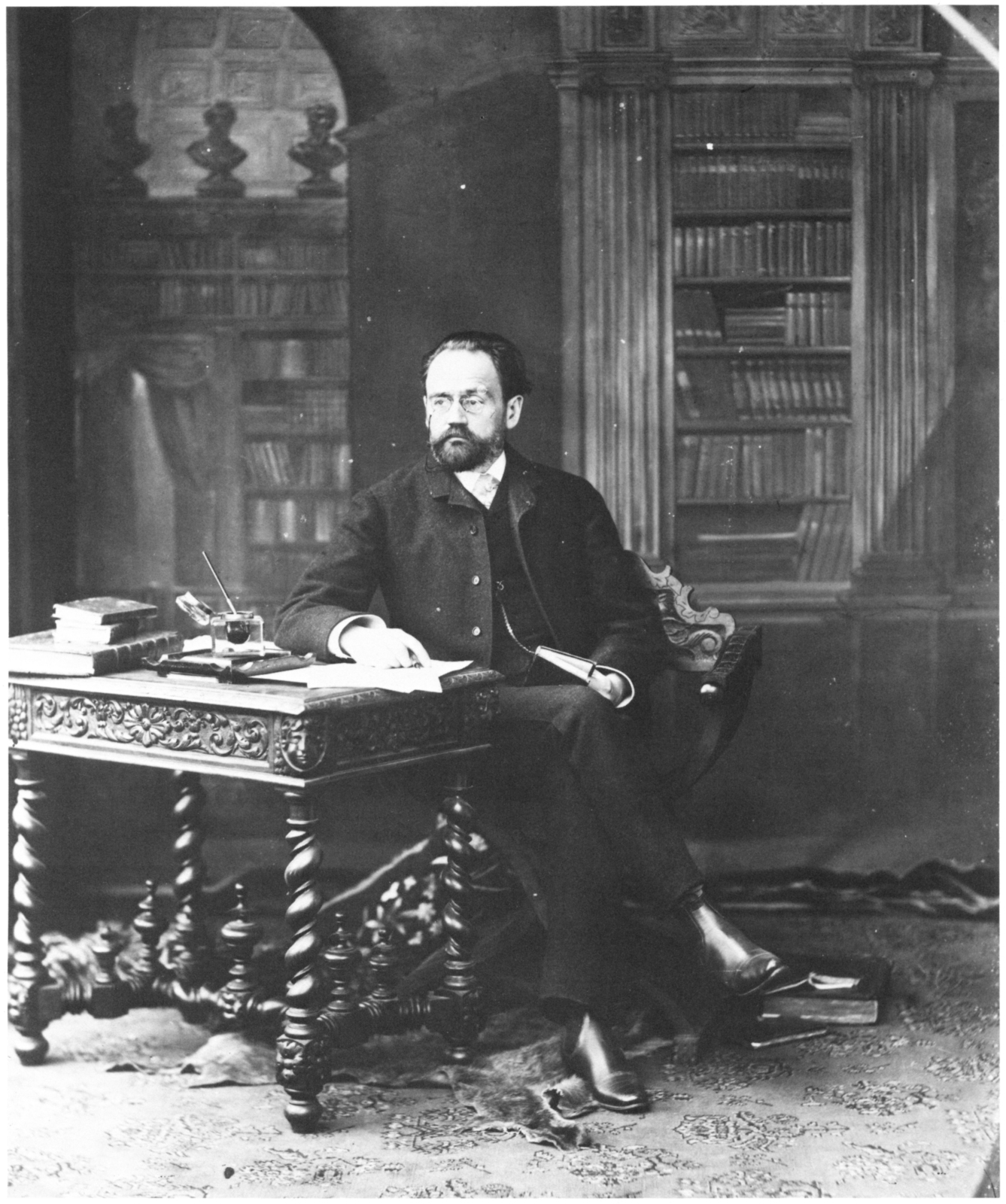
Lieferte die literarische Vorlage: Émile Zola

## Handlung
Die sozialkritische Geschichte spielt in der französischen Hauptstadt Paris in den Jahren 1864 und 1869. Als die verwaiste Denise Baudu mit ihrem kleinen Bruder aus der Provinz hierher reist, um in dem kleinen Laden ihres in armseligen Verhältnissen lebenden Onkels Arbeit zu finden, erkennt sie rasch, dass es gute und sichere Arbeitsplätze nur in den großen Kaufhäusern der Metropole gibt. Denise wird im „Bonheur des Dames“, also dem verheißenden „Glück der Damen“, einem Konfektionskaufhaus für Frauen, angestellt und entdeckt in der Folgezeit die grausamen Lebens- und Arbeitsumstände der kleinen Verkäuferinnen, die Ungewissheit, wie lange man als kleine Angestellte eines Beschäftigungsverhältnis’ sicher sein kann und wird Zeugin der exponentiellen Entwicklung dieses Ladens zum Nachteil der kleinen Pariser Geschäfte, die einst den Charme der Seine-Metropole ausgemacht hatten. Dénise, die sich im Lauf der Geschichte allerlei Intrigen und Hinterlist erwehren muss, weckt nach einiger Zeit dank ihrer Persönlichkeit und durch ihr berufliches Engagement das Interesse des Filialleiters Octave Mouret, der ihr immer mehr Verantwortung anvertraut. Zwar weigert sich Dénise, seine Geliebte zu werden, akzeptiert aber schließlich seinen Heiratsantrag.

## Produktionsnotizen
Zum Paradies der Damen entstand sowohl in Deutschland (Atelieraufnahmen in Picks Rex-Film-Atelier) als auch im Handlungsort Paris (Außenaufnahmen), passierte die deutsche Filmzensur am 20. September 1922 und wurde am 5. Oktober desselben Jahres in Berlins UFA-Palast am Zoo uraufgeführt. Der mit Jugendverbot belegte Sechsakter besaß eine Länge von 3008 Meter.
Die Filmbauten gestaltete Robert A. Dietrich.

## Kritiken
Die Kritiker lobten vor allem das Pariser Flair, getragen von zahlreichen Originalaufnahmen aus der französischen Hauptstadt, bemängelten aber hin und wieder Picks Regie, die dieses architektonische Pariser Ambiente zur Staffage reduzieren würde.
Wiens Der Tag kritisierte vor allem Picks unterstellten Hang, Pariser Architektur und Wahrzeichen zu purer Statisterie, die für die Geschichte nicht notwendig sei, verkommen zu lassen und zog folgendes Fazit: „Lupu Pick heißt der Autor und Regisseur dieses Filmdramas. Nichtsdestotrotz ist es eine anständige Arbeit. (…) Eine simpel-sentimentale Geschichte, ohne jede intimere Psychologie oder besondere Spielmöglichkeit. Nicht schlecht. Nicht gut.“
In der Linzer Tages-Post heißt es: „Der Regie ist es gelungen, in wirklich vollendeten Bildern diese wirkungsvolle Handlung an unseren Augen vorüberziehen zu lassen. (…) Der Film … ist umso sehenswerter, weil er auch sehr lehrreich wirkt.“